# Furcula intervalla
Furcula intervalla är en fjärilsart som beskrevs av Koshantschikov. 1930. Furcula intervalla ingår i släktet Furcula och familjen tandspinnare. Inga underarter finns listade i Catalogue of Life.